# Zitácuaro
Heroica Zitácuaro (Nederlands: Heldhaftig Zitácuaro, Purépecha: Tsitákuarhu) is een stad in de Mexicaanse staat Michoacán. De plaats heeft 78.821 inwoners (census 2005) en is de hoofdplaats van de gemeente Zitácuaro.
Zitácuaro is gelegen in een beboste vallei in het oosten van Michoacán. Wegens haar roerige geschiedenis en de nabijheid van de vlinderreservaten Biosfeerreservaat van de monarchvlinder en El Rosario is de stad een toeristentrekker. Tussen 1951 en 1954 werd nabij Zitácuaro een belangrijke stuwdam gebouwd.
Zitácuaro is in de 12e eeuw gesticht door de Otomí en later veroverd door de Purépecha, die de plaats hun naam gaven. Een poging van de Azteken om het te veroveren werd door de Purépecha afgeslagen.
Tijdens de Mexicaanse Onafhankelijkheidsoorlog nam Zitácuaro onder Benedicto López de wapenen op tegen de Spanjaarden. Aangezien Zitácuaro strategisch lag op de weg van Mexico-Stad naar Valladolid en Guadalajara, die beide in handen van de opstandelingen waren gevallen, stuurden de koloniale autoriteiten in het voorjaar van 1811 een regiment onder leiding van Juan Bautista de la Torre om Zitácuero te heroveren. Deze werd op 22 mei verslagen door de opstandelingen en De la Torre werd om het leven gebracht. López droeg vervolgens het gezag over aan Ignacio López Rayón, die er in augustus 1811 de 'Opperste Nationale Amerikaanse Raad' (Suprema Junta Nacional Americana) installeerde, de eerste poging een onafhankelijke regering te stichten. Op 12 januari 1812 werd López Rayon echter verslagen door de royalisten en de stad werd met de grond gelijk gemaakt. In 1855 werd de stad voor de tweede maal platgebrand, dit keer in opdracht van president Antonio López de Santa Anna omdat de stad tijdens de Revolutie van Ayutla de zijde van de liberalen had gekozen. Op 15 april 1865 werd de stad voor een derde keer platgebrand, door de Fransen uit wraak voor een Mexicaanse overwinning in Tacámbaro een paar dagen eerder. Wegens het oorlogsgewoel is Zitácuaro door Benito Juárez de eretitel 'Heldhaftig Zitácuaro' toegekend.